# MMORPG
MMORPG је скраћеница за Massive Multiplayer Online Role Playing Game (масовна вишекорисничка мрежна игра играња улога). Поента таквих игара је уживљавање у улогу лика којег сами стварате и којим напредујете кроз виртуелни, имагинарни свет. Најпопуларније игре из овог жанра су World of Warcraft, Lineage, eRepublik и Guild Wars.
Први српски MMORPG, WarScroll написан је у PHP-у и користи MySQL базу података. Игра се у потпуности из браузера и бесплатан је. Осим играча из Србије, у овој игри учествују и играчи из целог света.

## Заједничке особине
Иако се модерни MMORPG-ови понекад значајно разликују од својих претходника, многи од њих деле исте основне особине. Неке од тих особина су: постојано окружење, развијен систем напредовања ликова у игри, социјална интеракција међу играчима унутар игре, посебна култура у игри, могућност чланства у разним групама и удружењима играча и прилагођавање ликова у игри.

## Теме
Већина популарних ММОРПГ-ова је заснована на традиционалним темама фантастике. Неки користе хибридне теме које или спајају или замењују фантастичне елементе са елементима научне фантастике, мача и магије  или криминалистичке фантастике. Други црпе тематски материјал из стрипова, окултизма и других жанрова. Ови елементи се често развијају користећи сличне задатке и сценарије који укључују потраге, чудовишта и плен.